# Petja Stawrewa
Petja Stawrewa, bułg. Петя Ставрева (ur. 29 kwietnia 1977 w Płowdiwie, zm. 6 maja 2024) – bułgarska dziennikarka i polityk, posłanka do Parlamentu Europejskiego, deputowana krajowa.

## Życiorys
W 2001 ukończyła studia dziennikarskie na Uniwersytecie Sofijskim im. św. Klemensa z Ochrydy. Pracowała jako redaktorka witryny internetowej, później była reporterem w rolniczym piśmie „Народно земеделско знаме”. W 2004 została przewodniczącą stowarzyszenia „Młodzieżowe Inicjatywy”, od 2001 pełniła różne funkcje w związku młodzieży wiejskiej. W 2007 powołano ją na wiceprzewodniczącą Związku Agrarnego.
W 2007 została wybrana na eurodeputowaną z listy partii Obywatele na rzecz Europejskiego Rozwoju Bułgarii (GERB). W PE przystąpiła do frakcji Europejskiej Partii Ludowej i Europejskich Demokratów, była członkinią Komisji Rolnictwa i Rozwoju Wsi. W wyborach w 2009 bez powodzenia ubiegała się o reelekcję z ramienia Niebieskiej Koalicji. W 2011 stanęła na czele partii Obedineni Zemedełci.
W kwietniu 2023 kandydowała do Zgromadzenia Narodowego 49. kadencji z ramienia koalicji ugrupowań Kontynuujemy Zmianę i Demokratyczna Bułgaria; mandat poselski objęła w listopadzie tego samego roku.